# Leif Jensen
Leif Jensen blev (født 3. oktober 1954 i Esbjerg) er en dansk økonom, tidligere topembedsmand og direktør.
Leif Jensen er uddannet cand.oecon. fra Aarhus Universitet i 1981. Han er gift med juristen Christa Kjøller.
Leif Jensen var fuldmægtig og ministersekretær i Økonomiministeriet fra 1981-1986. Herefter var han finansattaché ved OECD-delegationen i Paris 1986-1989, og senere sekretariatschef og kommitteret i økonomisk politiske forhold i Statsministeriet 1990-1996. Leif Jensen var rådgiver for statsminister Poul Schlüter omkring den famøse Tamilsagen (ifølge akter hos Rigsadvokaten) og tilknyttet som personlig rådgiver for Poul Nyrup Rasmussen i 1990'erne.
Han blev senere direktør for Velux Fonden og Villum Kann Rasmussen Fonden fra 1996-2000. Han var administrerende direktør for VKR Holding A/S (moderselskab for bl.a. Velux A/S) fra 2001 til 2011.
Leif Jensen er optaget i Kraks Blå Bog.